# 手摺

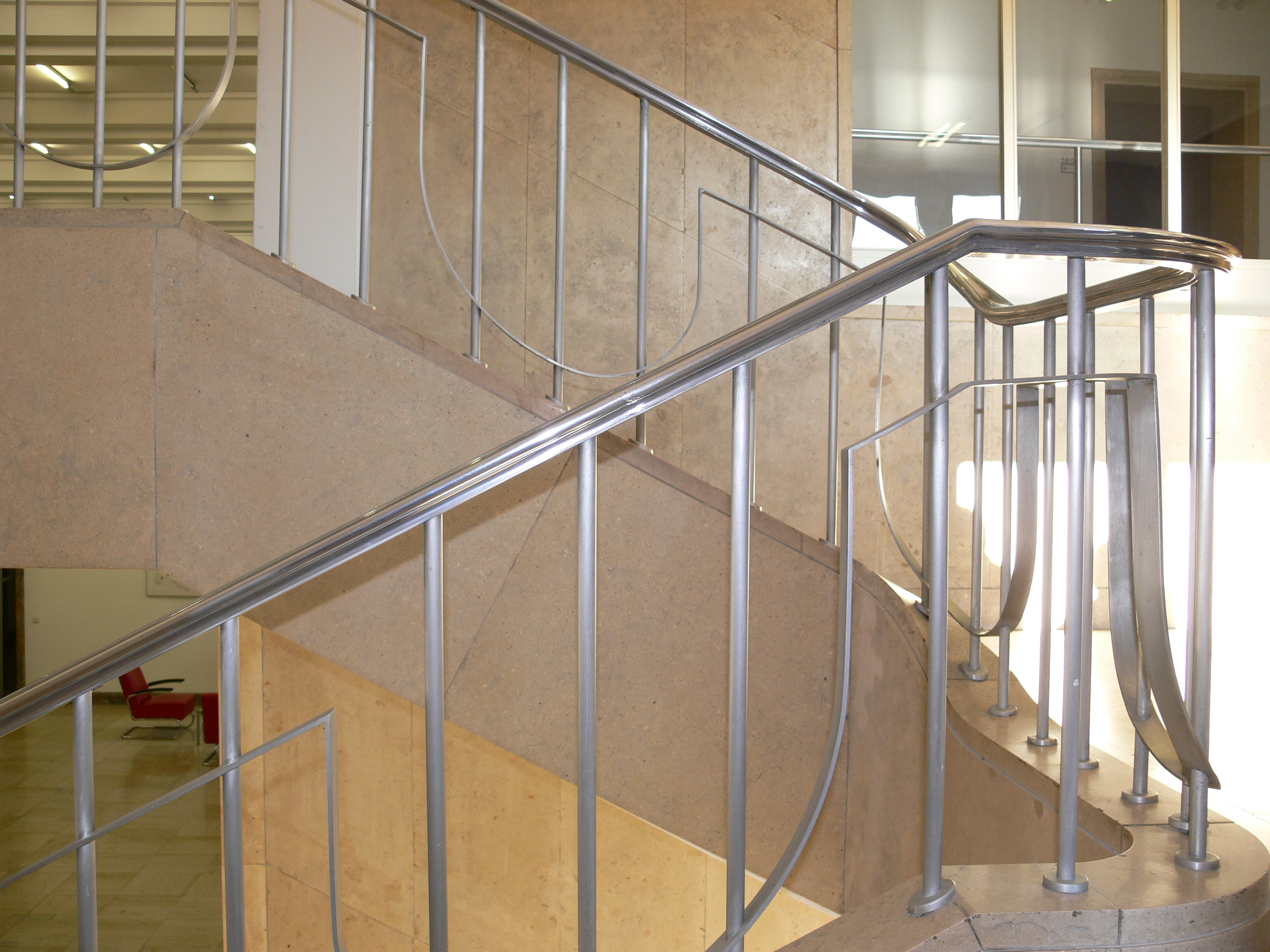
階段に設置されている手摺

手摺（手すり）（てすり、英語: Handrail）とは、橋や階段、屋上やベランダ、壁面、窓、廊下等に取り付けて人の落下を防いだり行動の補助に使用される柵状、または横木状のもの。多くは建築物の一部として見られるが、ベッドなどの家具、電車や船舶などに取り付けたものも言う。ただし椅子などの肘掛けなどは普通手摺とは言わない。
欄干（らんかん）、高欄（こうらん）、おばしまとも言い、一般には「手すり」と漢字かな交じりで表記されることが多い。狭義には柵上の欄干などの上に渡した手でつかむ横木（笠木と言う）を指すが、柵状のもの（手すり子と言う）も含めて構造全体をいう場合もあり、木材、竹、金属、石材その他の材料で作られる。

## 用途
手すりには設置方向により、水平方向の水平手すり、斜め方向の斜め手すり、縦方向の縦手すりがある。
また、使用目的によって補助手すりと墜落防止手すり柵、安全手すりとに分けられ、前者はトイレや風呂場などで手で掴んで行動の補助とするもの、後者は屋上やバルコニー、エスカレーターなどからの落下を防止するために膝から胸の高さ程度に作られる柵状のものである。階段に沿って作られるものでは補助手すりと墜落防止手すり柵の両方を兼ねる。安全手すりは、バスや電車の急停止の際に転倒防止のために設置されている。
材質としては、木製、鉄製、アルミ製、ステンレス製、ポリプロピレン製、塩ビ製（近年は抗菌仕様のものもある）などが用いられている。
近年では、縦方向水平方向の手すりを一体にした格子状手すり、照明機能や呼び出し機能（補助手すり用）、滑り止めの素材や点字プレートを付加したものもある。

### 建築分野
建築分野では、水平手すりは歩行の補助、斜め手すりは階段の昇降、縦手すりは便座からの立ち上がりなど体重の上下移動の補助に用いられる。
日本の建築基準法では階段とその踊り場や、2階以上のバルコニーや屋上などに法施行令第126条(屋上広場等)で、第一項に高さ1.1m以上(但し、高さの基準を満たしていても、途中に足掛かりがあると転落のおそれがあるので注意)の手すりを設置することが義務付けられている。
手すり子の間隔が広いと、乳児が転落する危険性がある。そのため、任意規定ではあるが、法令や規格では、手すり子の間隔を内寸110mm以下とすることが定められている。

### 交通分野
手すりは車内で立った姿勢を維持したり、座席から立ったり座ったり、車内を歩くのを補助するために設置される。特に座席前などに設置される縦手すりはスタンションポールという。

## ギャラリー

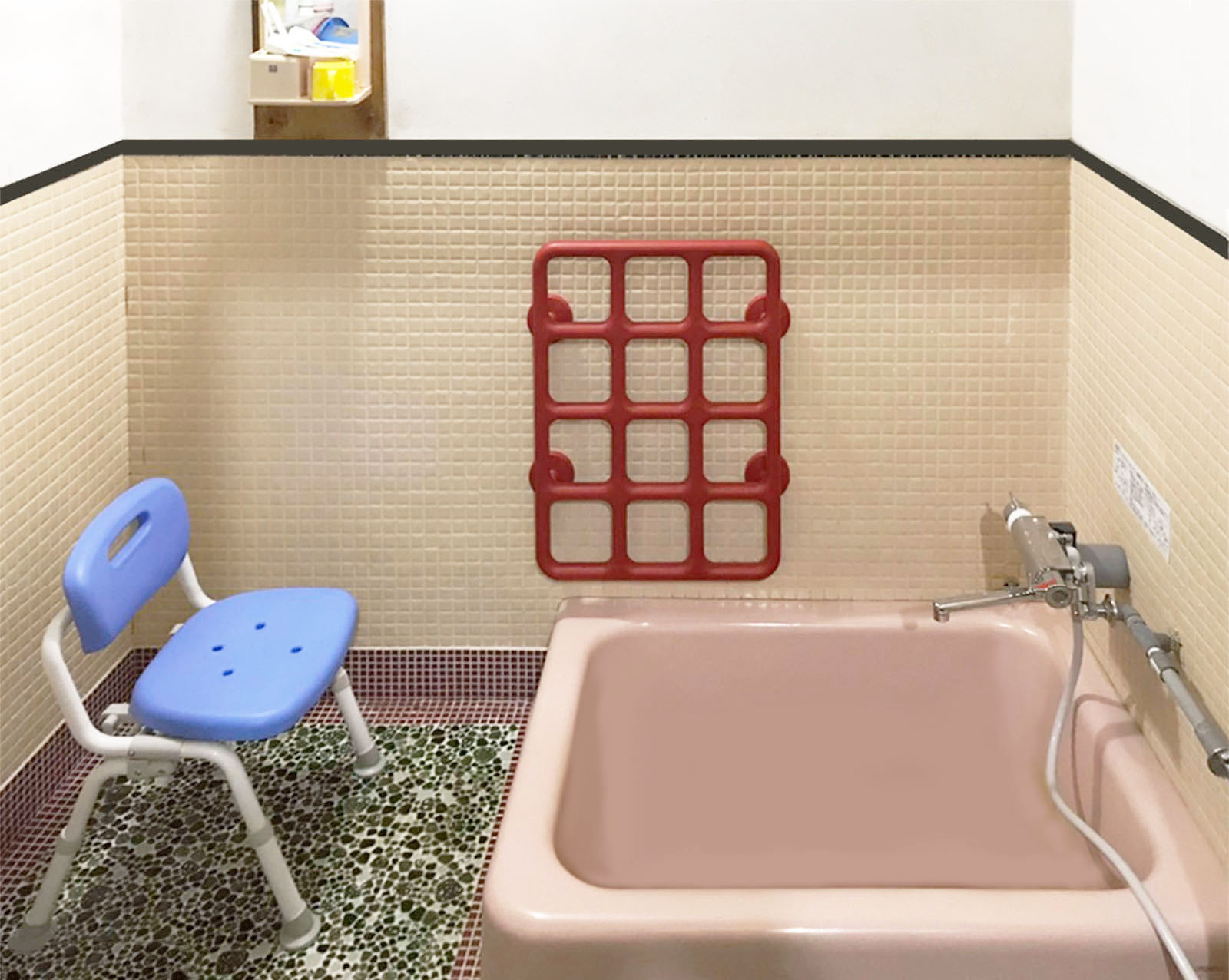
格子状の手すり
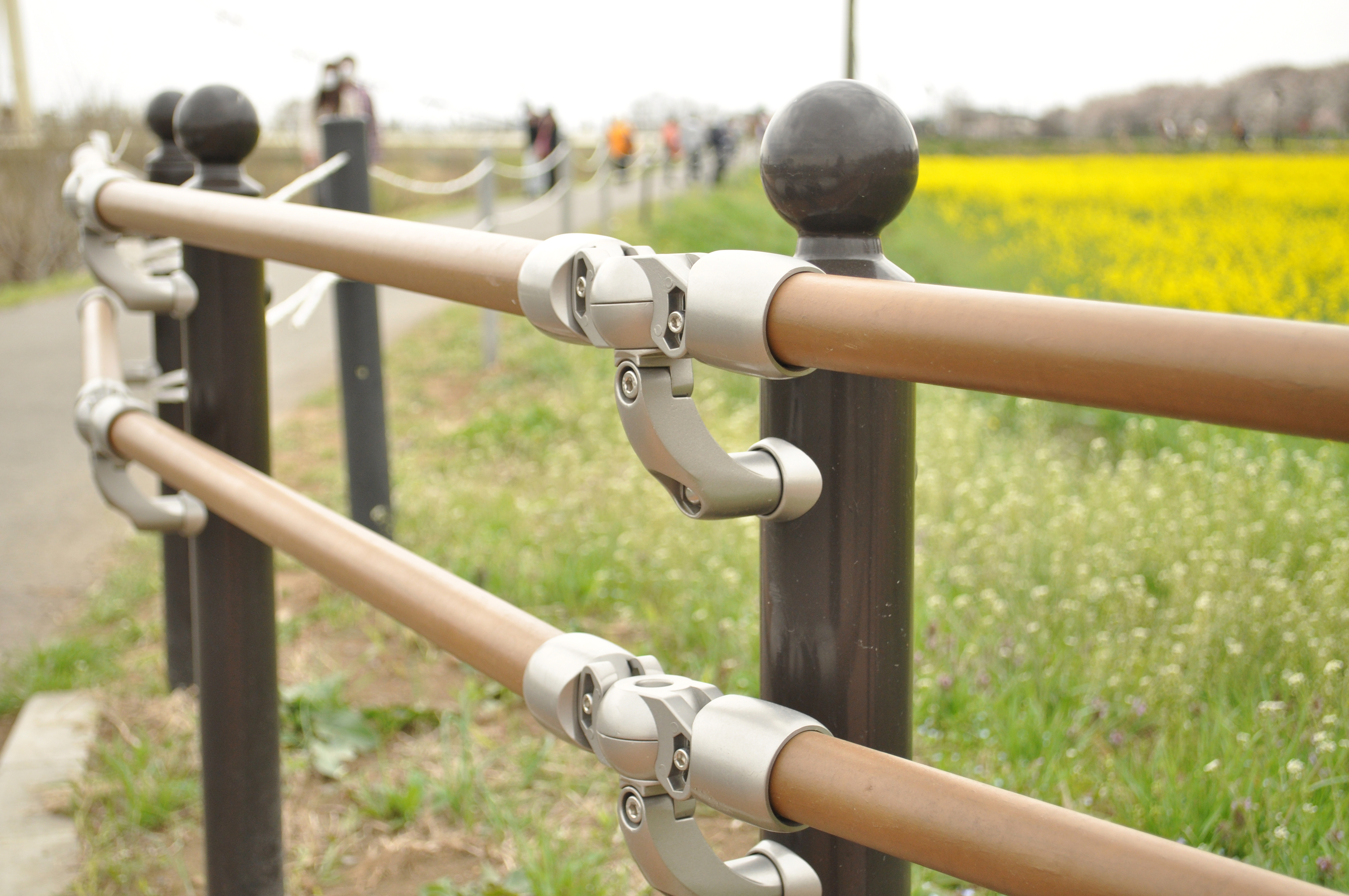
接合部に可変機構をもたせた手摺
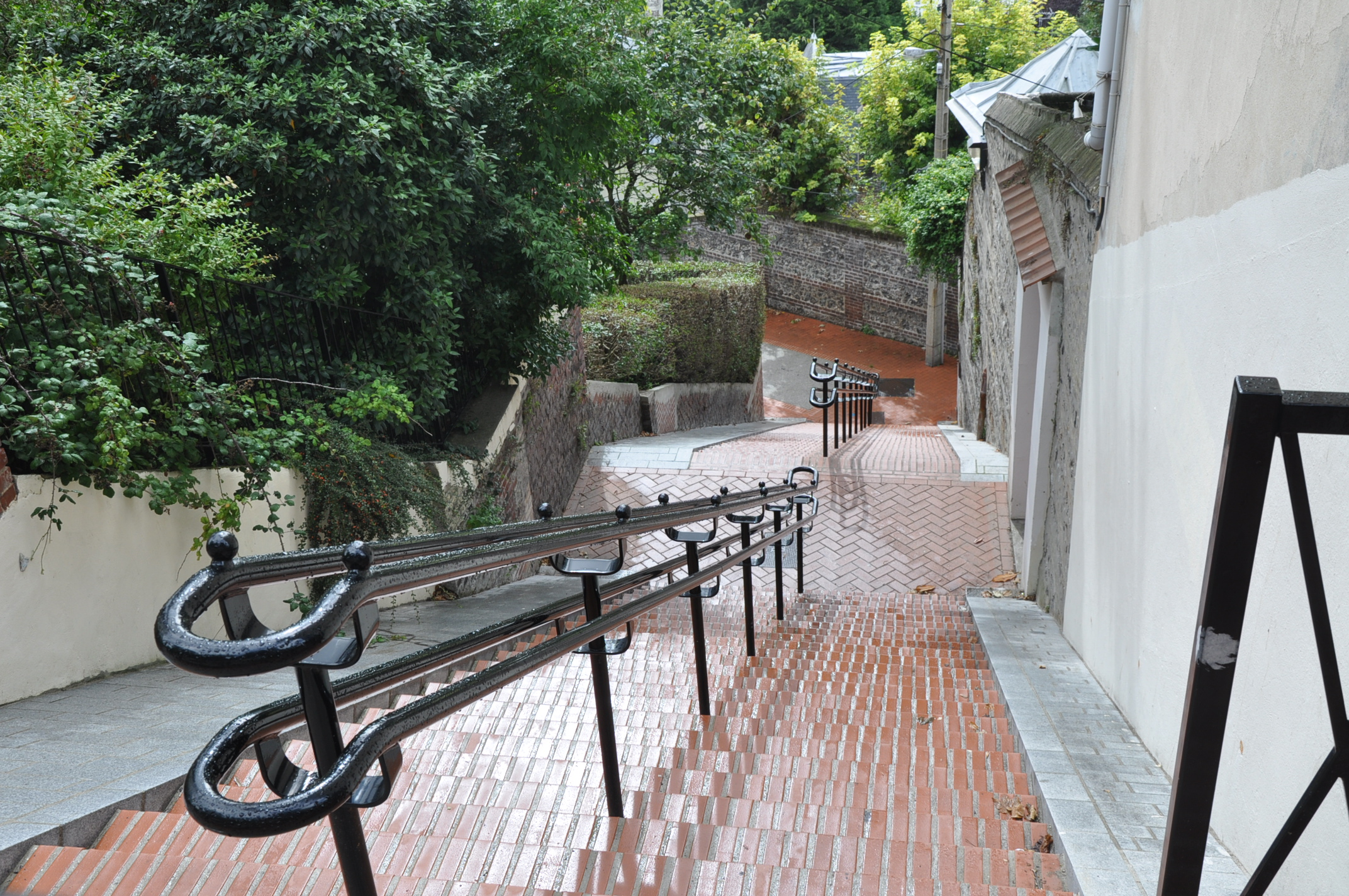
屋外の階段に設置されている手摺
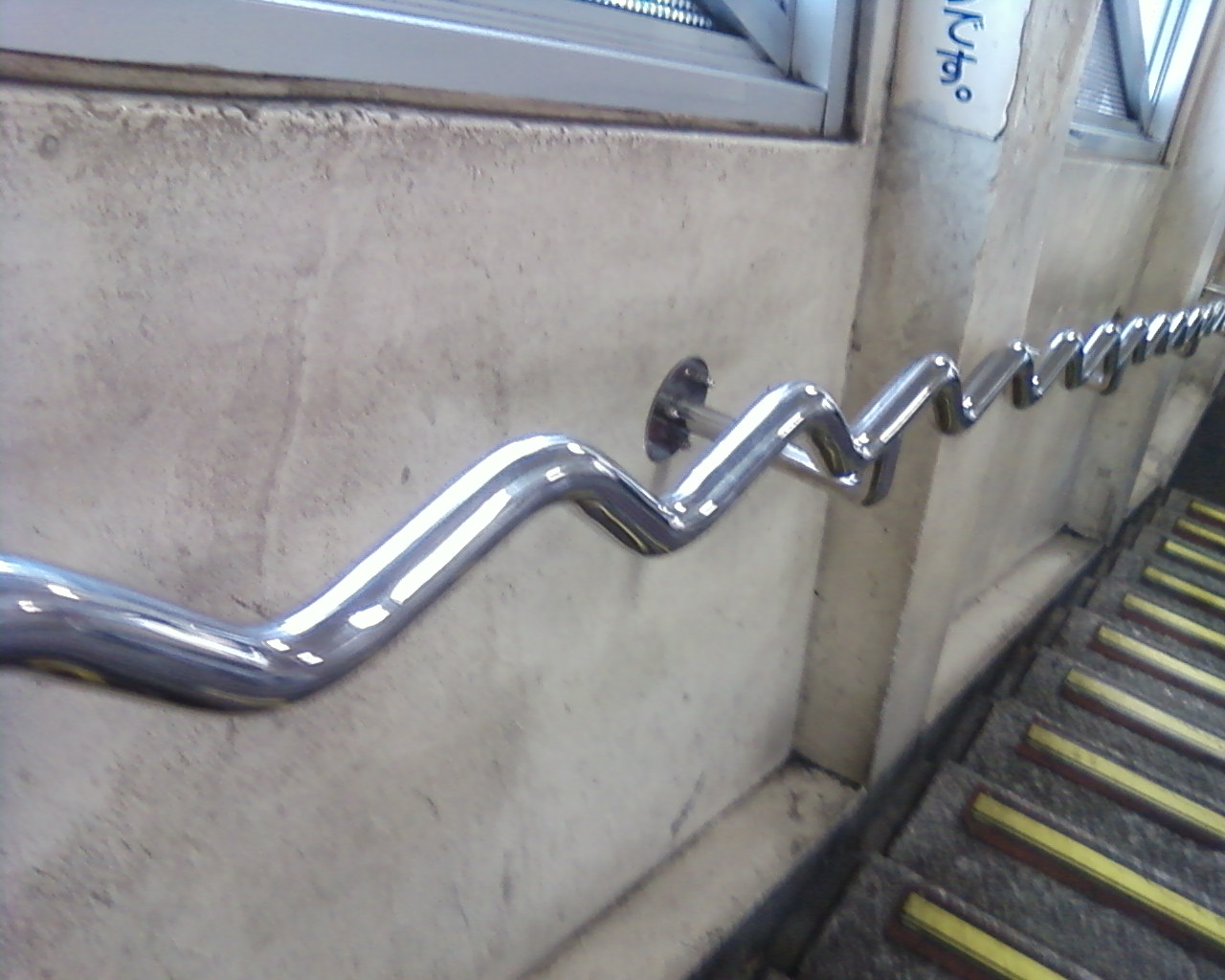
波形の手摺
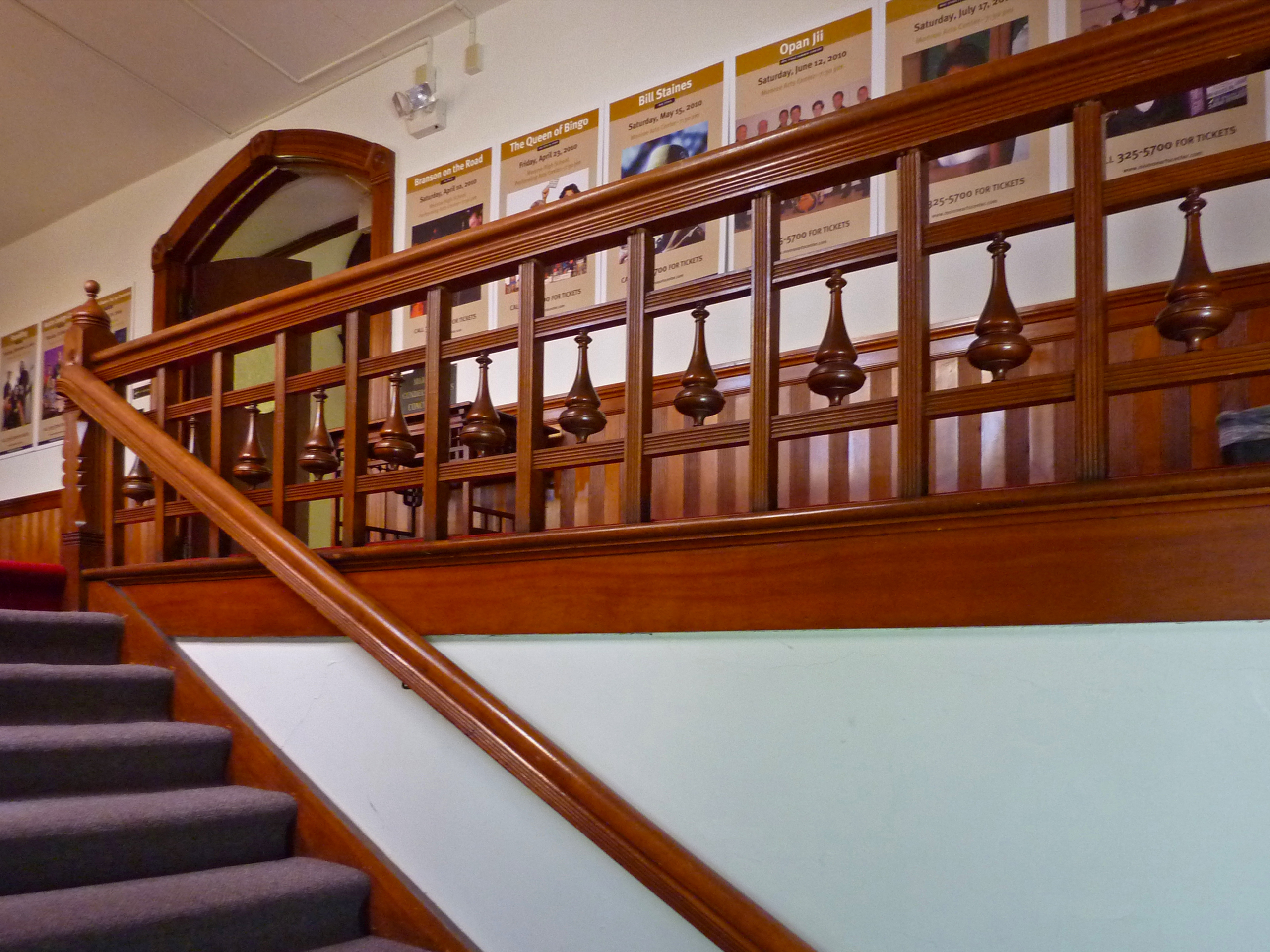
木の手摺
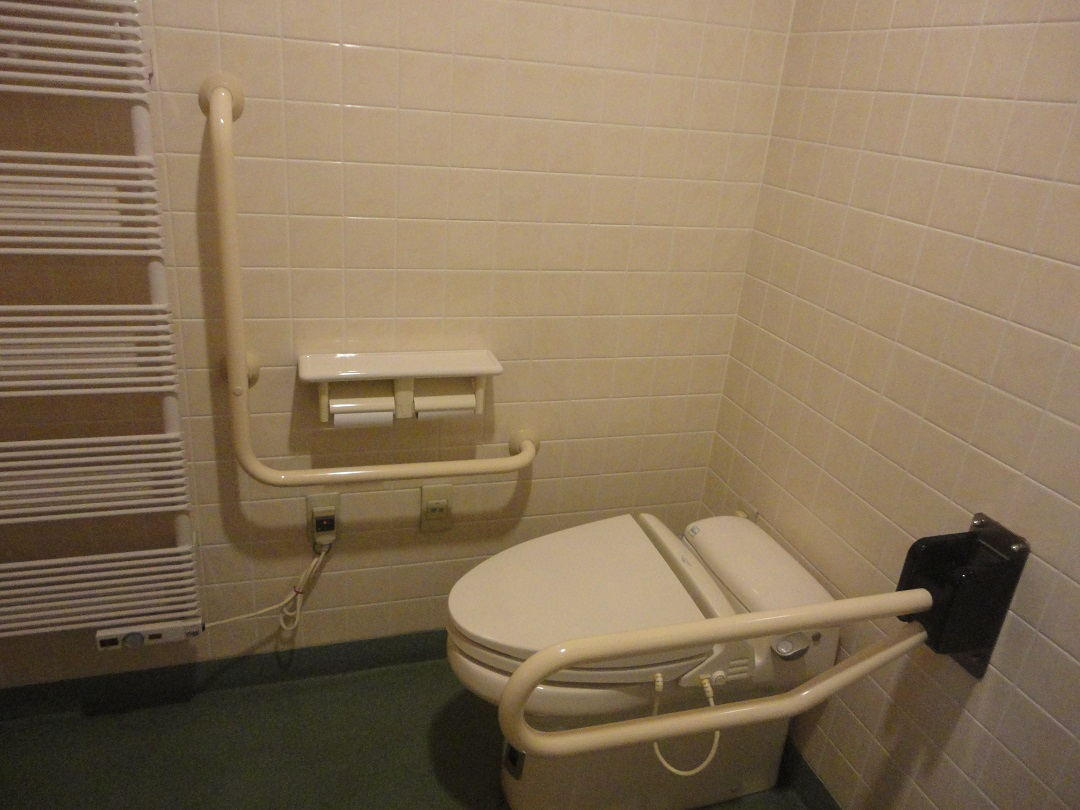
トイレ内の手摺(塩ビ製)
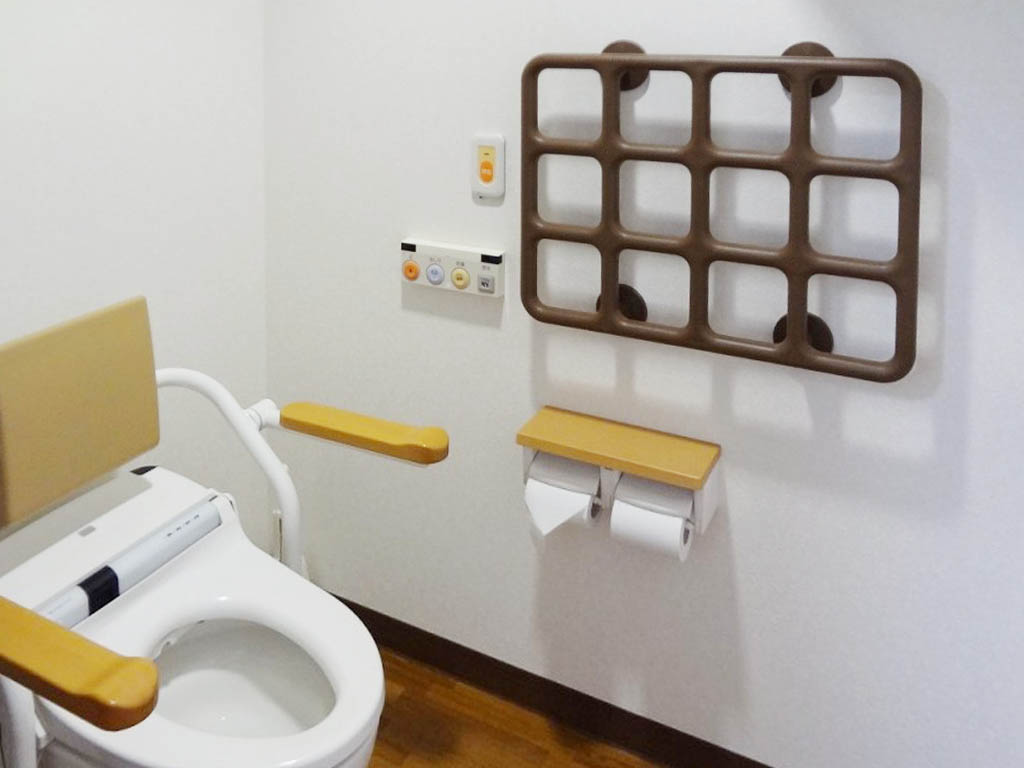
トイレ内の便利な手すり
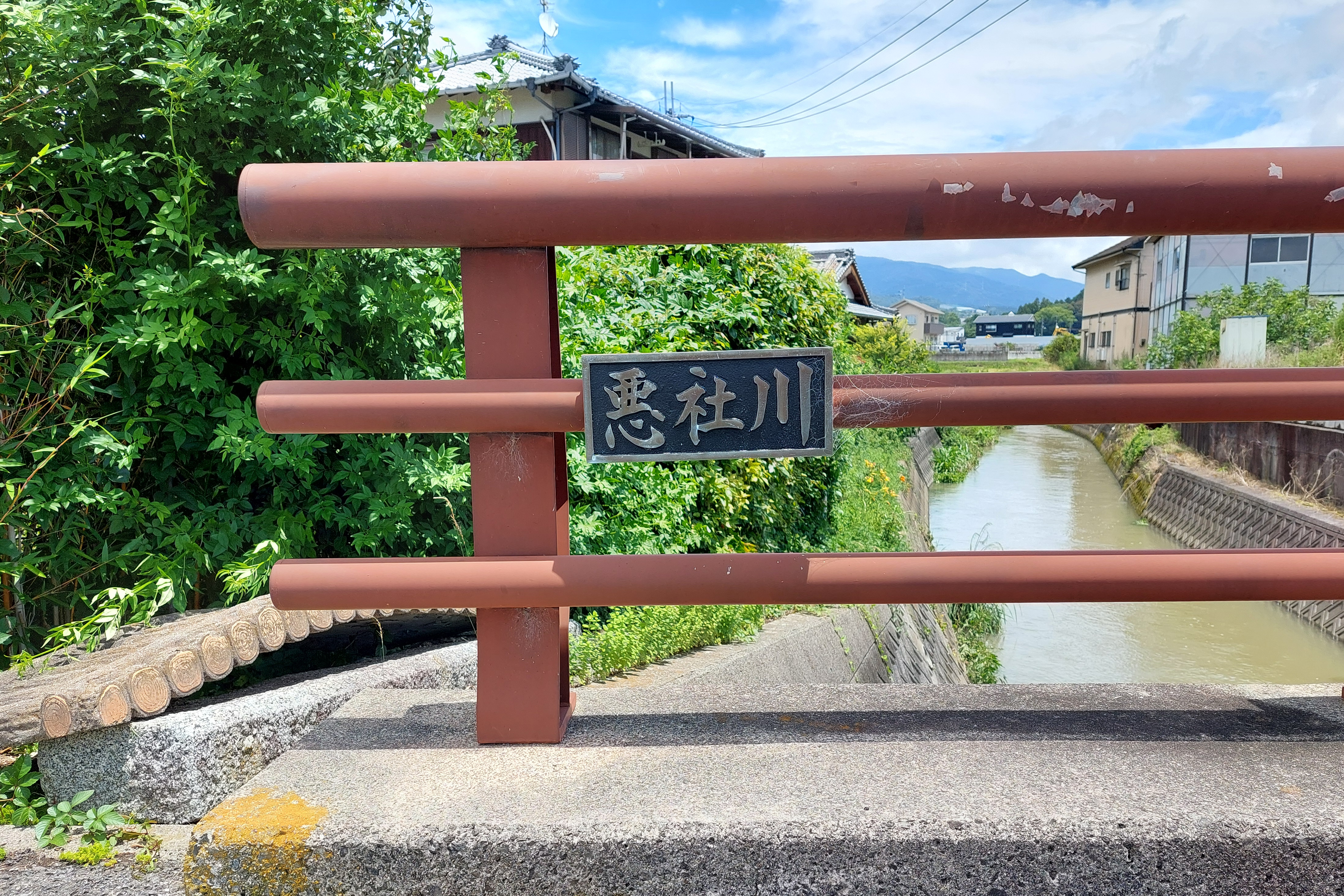
橋の欄干（愛媛県松山市の悪社川）